# Ернст фон Щолберг-Илзенбург
Ернст фон Щолберг-Илзенбург (на немски: Ernst zu Stolberg-Ilsenburg; * 25 март 1650, Илзенбург; † 9 ноември 1710, Илзенбург) от фамилията Щолберг е имперски граф на Графство Вернигероде, Илзенбург, Кьонигщайн, Рошефорт и Хонщайн, господар на Епщайн, Мюнценберг, Бройберг, Агимонт, Лора и Клетенберг.

## Произход и управление
Той е най-възрастният син на граф Хайнрих Ернст цу Щолберг-Вернигероде (1593 – 1672), основател на „старата главна линия на Дом Щолберг“, и съпругата му Анна Елизабет фон Щолберг-Ортенберг (1624 – 1668), дъщеря на граф Хайнрих Фолрад цу Щолберг-Вернигероде. Брат е на граф Лудвиг Кристиан (1652 – 1710), граф в Графство Щолберг и Шварца.
Ернст цу Щолберг управлява графството Вернигероде. Двамата му сина умират като деца. Той е погребан на 21 декември 1710 г. в дворцовата църква в Илзенбург.
Ернст цу Щолберг е наследен от племенника му Кристиан Ернст, според завещанието от 23 януари 1699 г. на баща му граф Лудвиг Кристиан.

## Фамилия
Ернст се жени 10 юни 1672 г. в Илзенбург за графиня София Доротея фон Шварцбург-Арнщат (* 8 юни 1647, дворец Арнщат; † 30 април 1708, Илзенбург), дъщеря на граф Кристиан Гюнтер II фон Шварцбург-Зондерсхаузен-Арнщат (1616 – 1666) и София Доротея фон Мьорсперг и Бефорт (1624 – 1685). Те имат децата:
- Хайнрих Кристиан (1673 – 1683)
- Емануел Ернст (1678 – 1681)
- София Елизабет (1676 – 1729), омъжена на 14 август 1697 г. в Илзенбург за граф Хайнрих XIII Ройс-Унтерграйц (1672 – 1732)
- Албертина Шарлота (1679 – 1680)